# Boehmeria
El género Boehmeria comprende unas 50 especies de plantas, entre herbáceas perennes, matorrales y arbustos. Es un género con 40–50 especies distribuidas principalmente en los trópicos de América y Asia pero extendiéndose a las zonas templadas del este de Asia y este de Norteamérica, también en África y Australia.
La Boehmeria nivea se cultiva para obtener una fibra textil, el ramio. 

## Descripción
Son hierbas, arbustos o árboles pequeños, tricomas urticantes ausentes; plantas monoicas o dioicas. Las hojas son alternas u opuestas, con los márgenes dentados, cistolitos punctiformes generalmente presentes en la haz, 3-nervias desde la base; estípulas laterales y generalmente libres, caducas. Inflorescencias variadas pero con flores en agregados o glomérulos; las flores masculinas con perianto 3 o 4-partido; las flores femeninas con perianto fusionado y formando un tubo que envuelve completamente al ovario, dentado en el ápice, estilo y estigma lineares. El fruto es un aquenio envuelto dentro del tubo fuertemente persistente.

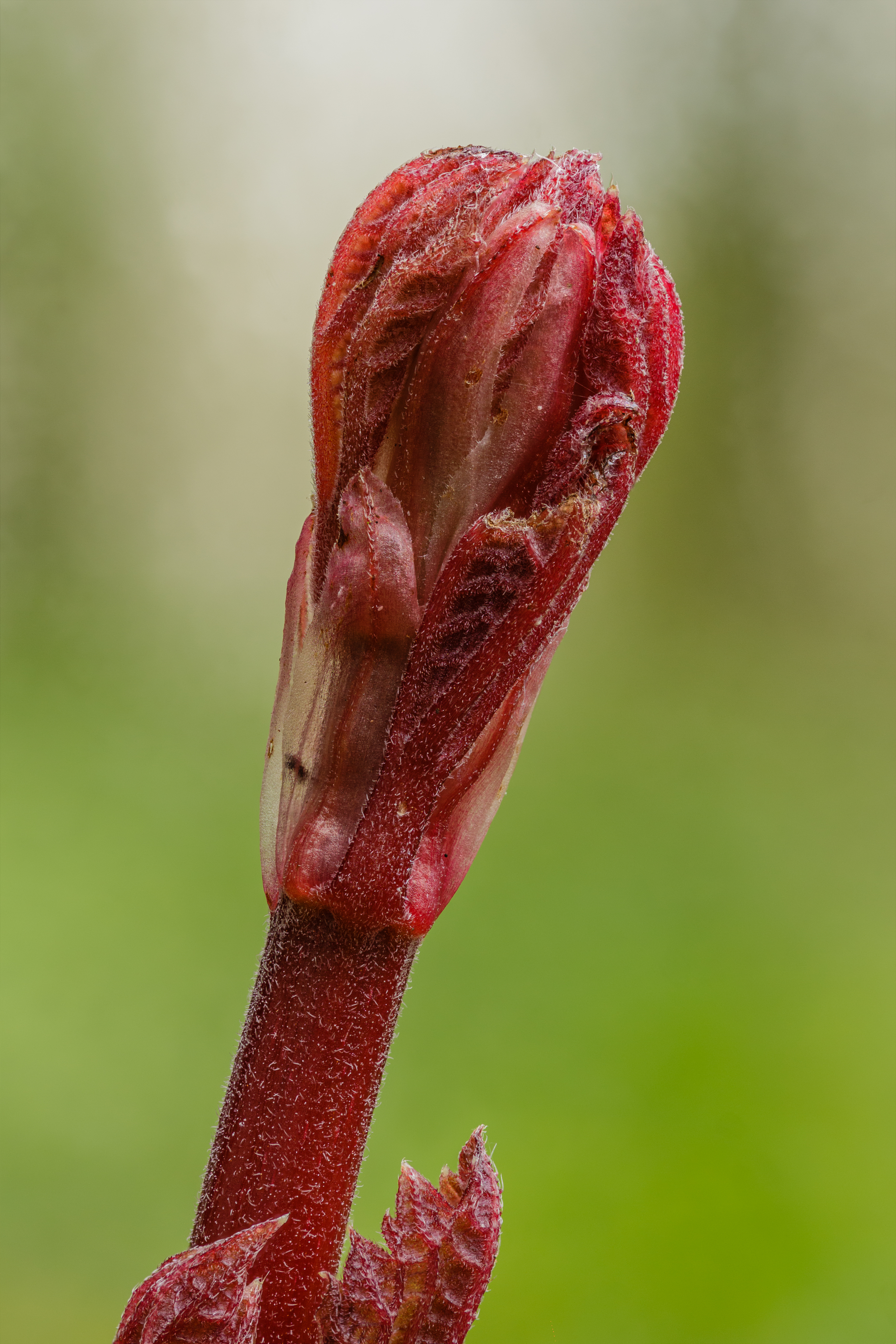
Brote joven emergente de color rojo de una Boehmeria nivea.

## Taxonomía
El género fue descrito por Nikolaus Joseph von Jacquin y publicado en Enumeratio Systematica Plantarum, quas in insulis Caribaeis 9, 31. 1760. La especie tipo es: Boehmeria ramiflora Jacq. 
Etimología
Boehmeria: nombre genérico otorgado en honor del botánico alemán Georg Rudolf Boehmer.

## Especies seleccionadas
- Boehmeria aspera  Wedd.
- Boehmeria biloba
- Boehmeria bullata Kunth
- Boehmeria burgeriana Wilmot-Dear, Friis & Kravts.
- Boehmeria caudata Sw.
- Boehmeria coriacea Killip
- Boehmeria cylindrica (L.) Sw.
- Boehmeria grandis
- Boehmeria nivea (L.) Gaudich.  (ramio)
- Boehmeria pavonii Wedd.
- Boehmeria platanifolia
- Boehmeria radiata W. C. Burger
- Boehmeria ramiflora Jacq.
- Boehmeria ulmifolia Wedd.